# Ersephila hydriomenata
Ersephila hydriomenata là một loài bướm đêm trong họ Geometridae.